# St. Magnus Cathedral

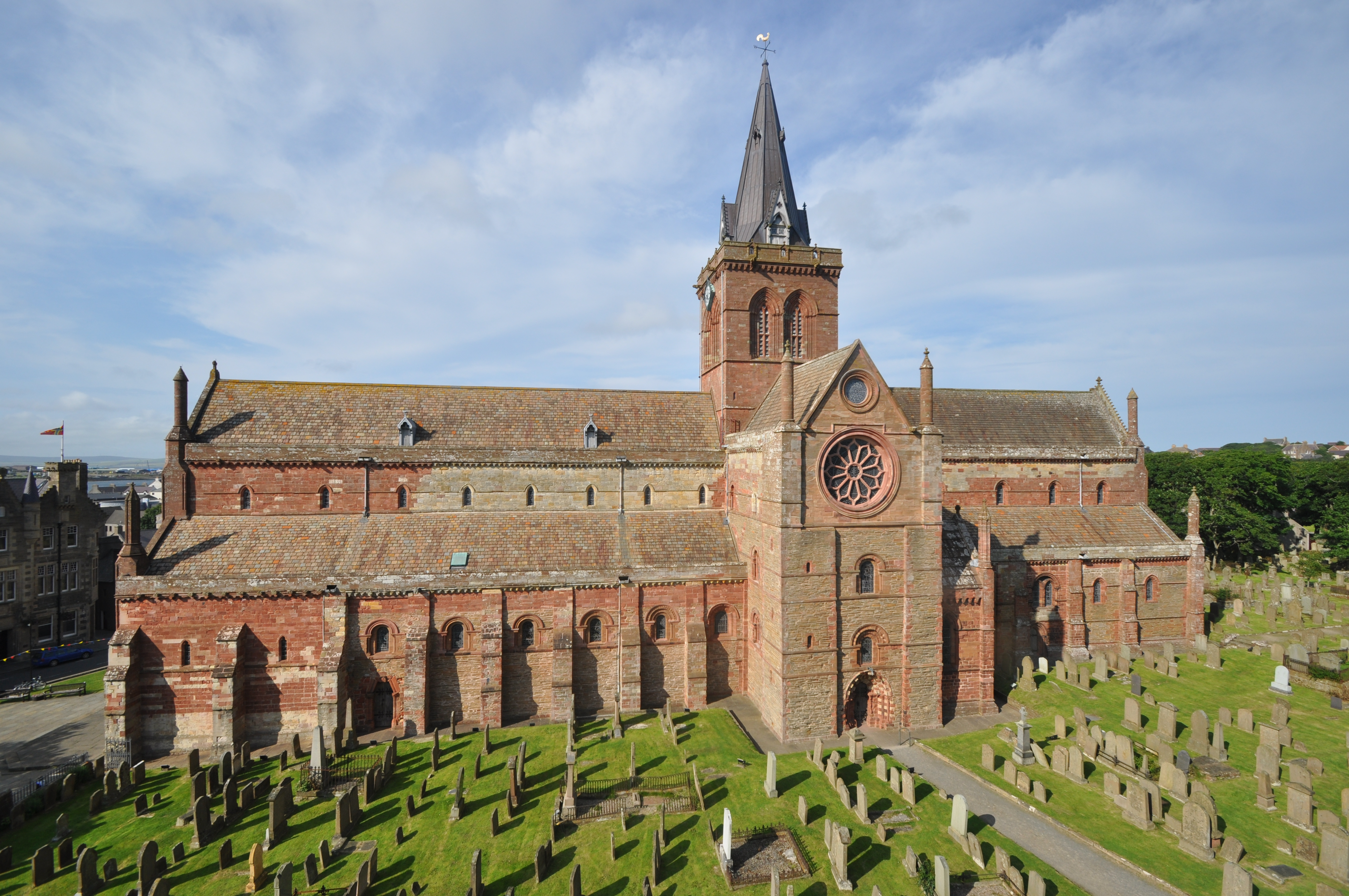
St. Magnus Cathedral

De St. Magnus Cathedral (Sint-Magnuskathedraal) is de kathedraal van Kirkwall, de hoofdstad van de Orkney-eilanden in Schotland, op het eiland Mainland.
De kathedraal werd opgericht ter ere van Sint-Magnus, graaf van Orkney tussen 1108 en 1117, door diens neef Sint-Rognvald. De resten van beide heiligen bevinden in de kathedraal. De bouw begon in 1137 en werd voltooid in 1152. Het is de noordelijkst gelegen kathedraal van Groot-Brittannië.
Over de stichting van de kathedraal wordt verhaald in de Orkneyinga saga.
Sinds de reformatie in 1560 is de kathedraal in gebruik als een presbyteriaanse parochiekerk van de Church of Scotland.

## Bouw

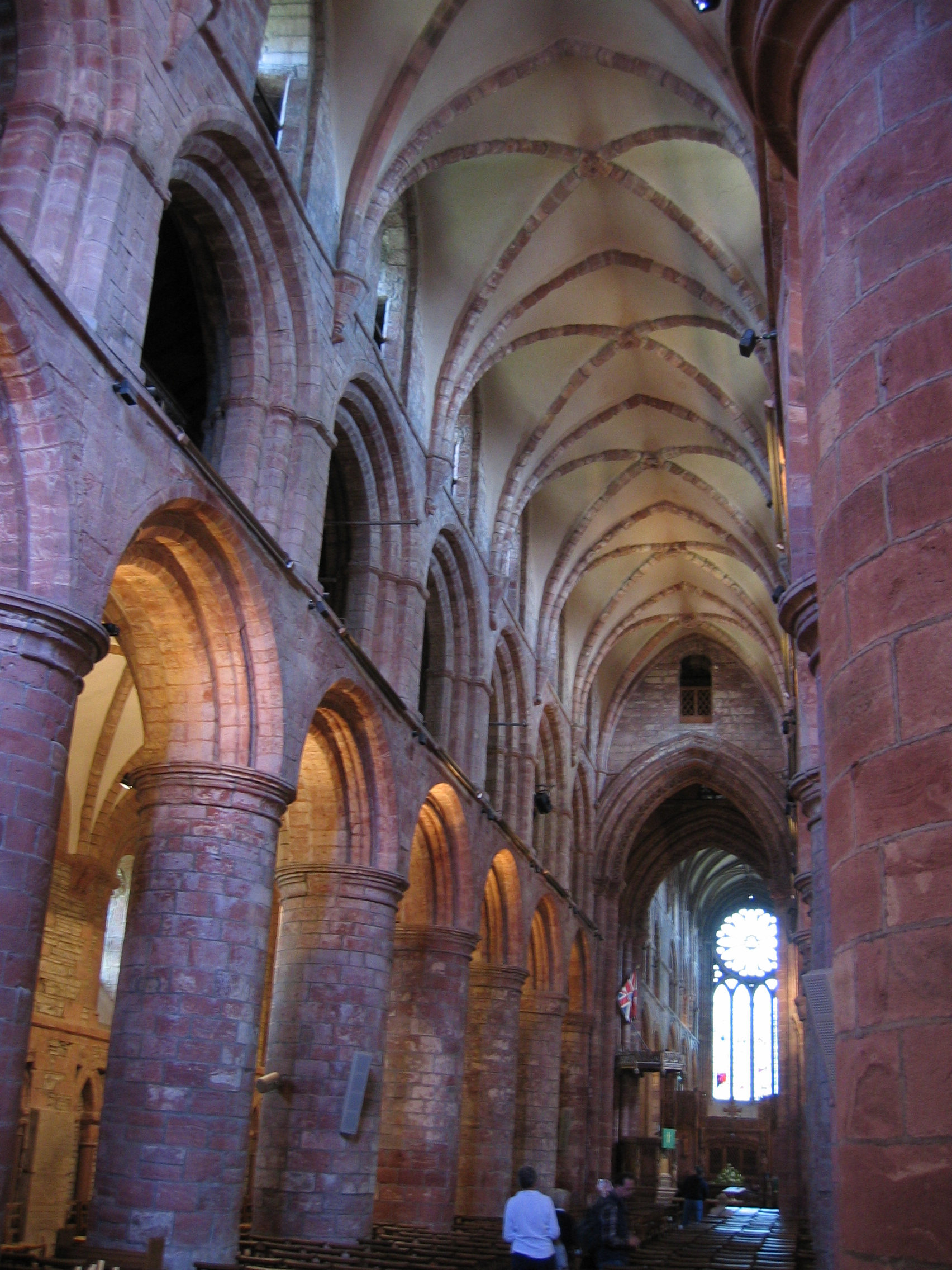
Schip van St. Magnus Cathedral

In opdracht van Sint-Rognvald werd er in 1137 een begin gemaakt met de bouw van de kathedraal ter ere van zijn oom Sint-Magnus. Zijn vader Kol, een stamhoofd uit Noorwegen, trad op als bouwmeester. De meestermetselaars waren opgeleid in Durham.
Het oudste metselwerk kan gevonden worden in het westelijke deel van het koor, in de transepten. Er werd gebruikgemaakt van romaanse rondbogen. Aan het eind van de twaalfde eeuw werden kapelletjes toegevoegd aan elk transept. De smalle ramen met puntige bogen zijn vroeggotisch. In de dertiende eeuw werd de kathedraal vergroot en werd het koor naar het oosten uitgebreid. In dit deel vertonen de pilaren meer precisiewerk vergeleken met de massieve pilaren in de overige delen van de kathedraal. De rondboog werd hier nog wel gebruikt om de harmonie met de vroegere delen te behouden. In de oostelijke pilaren zijn Franse invloeden te zien in de versieringen, menselijke figuren en groteske dierfiguren.
Eveneens werd er een begin gemaakt met de uitbreiding van de kathedraal in westelijke richting. Een nieuwe façade werd gebouwd met drie versierde doorgangen. Hierbij werd gebruikgemaakt van rood en geel gesteente. De rode steen is afkomstig van Head of Holland nabij Kirkwall. De geelkleurige zandsteen komt hoogstwaarschijnlijk van Eday. De vieringtoren werd in de veertiende eeuw aan de kathedraal toegevoegd. De westelijke uitbreiding van het schip en de completering van de westelijke façade vond plaats in de vroege vijftiende eeuw. De oude romaanse stijl werd hiervoor nog gevolgd.

## Grafmonumenten
Er zijn tal van grafmonumenten te vinden in de kathedraal. Zo liggen de overblijfselen van Sint-Magnus, aan wie de kathedraal is opgedragen, en zijn bouwer Sint-Rognvald in twee pilaren voor het koor.
In 1263 overleed in Kirkwall Haakon IV van Noorwegen en hij werd begraven voor de schrijn van Sint-Magnus. In 1264 werd zijn lichaam overgebracht naar Noorwegen. In 1963 werd een marmeren herdenkingssteen geplaatst in de vloer van het koor.